# 謝夫 (印第安納州)
謝夫（英語：Sheff）是位於美國印地安納州本頓縣的一個非建制地區。該地的面積和人口皆未知。

## 地理
謝夫的座標為40°42′20″N 87°26′57″W / 40.70556°N 87.44917°W，而該地的平均海拔高度為233米（即764英尺）。